# 9112 Hatsulars
A 9112 Hatsulars (ideiglenes jelöléssel 1997 BU3) a Naprendszer kisbolygóövében található aszteroida. Kobajasi Takao fedezte fel 1997. január 31-én.